# جائزة فرنسا-لبنان
جائزة فرنسا-لبنان هي جائزة أدبية تُمنح سنويًا من قبل رابطة الكتاب باللغة الفرنسية (ADELF)، وقد أُطلقت لأول مرة في عام 1980. تهدف الجائزة إلى تسليط الضوء على الكتابات الأدبية المتميزة التي تربط بين الثقافة اللبنانية واللغة الفرنسية. يتم تقديم الجائزة إما لكاتب لبناني يكتب باللغة الفرنسية أو لكاتب فرنسي يتناول في أعماله موضوعات متعلقة بلبنان، مما يجعل الجائزة منصة لتعزيز التفاعل الثقافي بين فرنسا ولبنان.
رابطة ADELF، التي تُعرف رسميًا باسم Association des Écrivains de Langue Française، هي مؤسسة أدبية مرموقة أُسست بهدف دعم الكتّاب الناطقين باللغة الفرنسية والترويج لأعمالهم على مستوى العالم. وقد حصلت الرابطة على الاعتراف كمؤسسة ذات منفعة عامة في 19 يوليو 1952، وهو ما منحها مكانة رسمية في مجال دعم الأدب الفرنكوفوني. وتلتزم الرابطة بتعزيز الثقافة الفرنكوفونية من خلال مبادراتها المختلفة، ومن أبرزها جائزة فرنسا-لبنان.
تُعد هذه الجائزة انعكاسًا للعلاقات التاريخية والثقافية العميقة بين فرنسا ولبنان، حيث تسهم في إبراز الروابط الأدبية المشتركة وتعزيز الحوار الثقافي بين البلدين. على مر السنين، حظيت الجائزة بمكانة مرموقة وأصبحت من أبرز الجوائز الأدبية التي تُكرم الإبداع الأدبي باللغة الفرنسية، سواء من خلال تسليط الضوء على المواهب اللبنانية أو الاحتفاء بالأعمال التي تستكشف القضايا اللبنانية في سياقات أدبية متنوعة.

## بعض الفائزين بالجوائز
- 1981 : خارج المنافسة عادل إسماعيل على جميع أعمال .
- 1986 : أمين معلوف ليون الأفريقي, جي سي لاتيس.
- 1990 : أندريه شديد.
- 1990: جاك ناصيف.
- 1996 : غسان سلامة.
- 2007 : هيام يارد خزانة الظلال, سابين وسبيسر.
- 2016 : فيلا شريف مجدلاني للنساء ، العتبة.
- 2017 : لمياء زيادة, حزني العربي الكبير جدا, ص. يا. ل.
- 2018 : ياسمين غاتا ، لو كالامي نوير ، روبرت لافونت وديان مظلوم ، العصر الذهبي ، جي سي لاتيه.
- 2019 : كميّ عمّون, أوغاريت, الطبعات Inculte.[4]
- 2020 : ديما عبد الله, ويدز, سابين وسبيزر .
- 2021 : فؤاد العتر، في ذكرى موسم الأمطار ، جاليمارد.
- 2022 : سليم نصيب ، الفتنة ، أوليفييه.[5]
- 2023 : أوليفر روهي, أغنية البحر, علياء.[6]
- 2024 : مروان شاهين ، بيروت، 13 نيسان 1975 : تشريح شرارة بلفوند.[7]